# Pussy Power
|  | Denne artikel er oprettet af botten Steenthbot ud fra en ekstern database. Den kan derfor have sproglige fejl eller mangler. Denne skabelon kan fjernes efter kontrol af indholdet. |

Pussy Power er en dansk eksperimentalfilm fra 1997 instrueret af Birgitte Thomsen.

## Handling
4 kvinder fra det ydre rum invaderer Jorden. De har bragt en speciel kraft med sig, som de overbringer til de jordiske kvinder ... Pussy Power!